# 李书华
李書華（1890年9月23日—1979年7月5日），字潤章。直隸省昌黎縣新房子村人，中华民国生物物理學家，曾一度代理国民政府教育部部長。

## 生平
幼年入昌黎縣立高等小学学习。16岁考入直隸高等農業學堂農科第三班。1911年，该校改称“直隸公立農業專門學校”。民國元年（1912年）李書華自该校毕业。同年冬，赴法國留學，先後入蒙達邑男中學、莫蘭中學讀書，學習法文。
- 1915年，入图卢兹大学学习农业，得農學技師。
- 1919年入讀巴黎大學。
- 1920年，获理學碩士。
- 1922年6月获理學博士。[2][3]
- 1922年，李書華回國。
- 1922年8月，任北京大學物理系教授。
- 1925年，任北京大學物理系主任。
- 1926年，任中法大學服爾徳学院院長兼居禮学院物理系教授，代理中法大學校長。
- 1928年冬，國民政府簡任為北平大學副校長，旋兼女子師範學院及藝術學院院長。
- 1929年秋，任國立北平研究院副院長兼物理研究所所長。
- 1930年冬，被任命為国民政府教育部政務次長，旋兼任立法院立法委員，及中央政治會議特務秘書等職。
- 1931年3月，被任命为中英庚款管理董事会董事，同年6月署理国民政府教育部部長。[4][2][3]
- 1932年，李書華回北平就任北平研究院副院長、中国物理学会会長。
- 1934年，刊行天津《大公報》的《科学周刊》。
- 1934年4月，就任國立北平故宮博物院理事長。
- 1935年，任国立中央研究院評議員。抗日战争爆发後，负责将北平研究院迁往昆明。
- 1943年，任中央研究院总幹事。
- 1945年5月，当选中国国民党第六届中央執行委員。[2][3]
- 1945年10月，李書華被任命为联合国教育部长会議中国代表，出席该会議。
- 1947年，当选行宪国民大会代表。
- 1948年3月，当选中央研究院第一屆院士[6]。
- 1948年8月，任北平研究院学術会議会員。
- 1950年，到法国巴黎大学和法蘭西學院从事高分子研究，另外在1951－1952年擔任德國漢堡大學訪問教授，讲授中国語言文化。
- 1953年，从台湾到美国，继续从事高分子研究，同时担任中华民国教育部的教育文化事業教育委員会委員。
- 1979年7月5日，在美國紐約逝世，享年88岁。[2][7]

## 著作
- 《原子論》
- 《原子論淺說》
- 《唐代後期的印刷》
- 《普通物理實驗講義第一冊》
- 《李書華遊記》
- 《碣廬集》
- 《造紙的發明及其傳播》
- 《房山遊記》
- 《黃山遊記》

## 家庭
- 第二任妻子：王文田，曾任南开大学训导长。1949年后，南开大学取消训导制，王文田被解除职务，随丈夫李书华辗转旅居欧美。生前留下遗嘱，将二人全部遗产20.83万美元悉数捐给南开大学，设立“王文田、李书华奖学金”[8]。
- 弟：李书田，水利学家。